# Reedtz

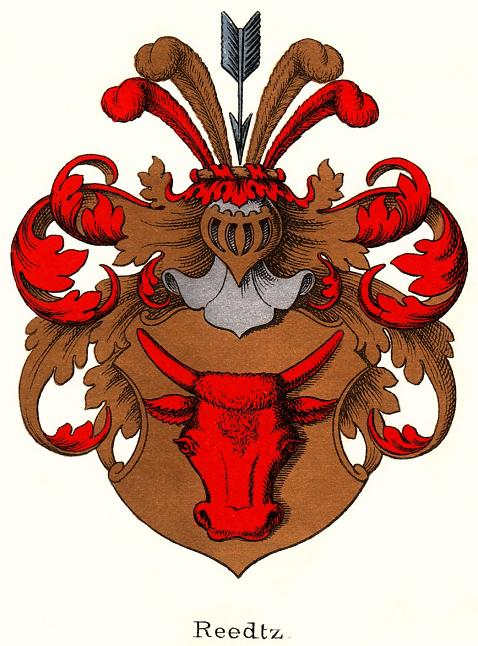
Släkten Reedtz vapen tecknat 1894 av Anders Thiset.

Reedtz är en dansk adelssläkt, som inflyttade från Mecklenburg på 1500-talet. 

## Kända medlemmar
- Peder Reedtz
- Holger Christian Reedtz